# Dymphna Cusack
Ellen Dymphna Cusack (Wyalong, Australia, 21 de septiembre de 1902-Manly, Australia, 19 de octubre de 1981) fue una escritora australiana.
Nació en Wyalong, New South Wales, y fue educada en el Colegio Santa Úrsula de Kingsgrove, graduándose en la Universidad de Sídney en Artes y con un diplomado en Educación. Trabajó como docente hasta su retiro en 1944 debido a problemas de salud. Su enfermedad fue confirmada en 1978 como esclerosis múltiple.
Cusack escribió doce novelas (dos de ellas fueron colaboraciones), siete guiones, tres libros de viaje, dos libros infantiles y un libro de no-ficción. Sus colaboraciones fueron Pioneers on Parade (1939) con Miles Franklin y Come in Spinner (1951) con Florence James.
El guion Red Sky at Morning fue filmado en 1944, protagonizado por Peter Finch. La biografía Caddie, the Story of a Barmaid, en la que Cusack escribió la introducción y ayudó al autor a terminarla, fue llevada a la pantalla grande con el nombre Caddie en 1976. La novela Come in Spinner fue llevada a la televisión por la Australian Broadcasting Corporation en 1989.
Su hermano menor, John, también fue un autor y escribió la novela bélica They Hosed Them Out bajo el seudónimo de John Beede, la cual fue publicada inicialmente en 1965.

### Guiones
- Safety First, 1927
- Shallow Cups, 1933
- Anniversary, 1935
- Red Sky at Morning, 1935
- Morning Sacrifice, 1943
- Comets Soon Pass, 1943
- Call Up Your Ghosts, 1945
- Pacific Paradise, 1955

### Novelas
- Jungfrau, 1936
- Pioneers on Parade, 1939
- Come in Spinner, 1951
- Say No to Death, 1951
- Southern Steel, 1953
- The Sun in Exile, 1955
- Heat Wave in Berlin, 1961
- Picnic Races, 1962
- Black Lightning, 1964
- The Sun is Not Enough, 1967
- The Half-Burnt Tree, 1969
- A Bough in Hell, 1971